# Peeling
Peeling (ook wel exfoliation genoemd) is een techniek in de cosmetica, waarbij oude oppervlakkige huidcellen verwijderd worden en nieuwe, jonge huidcellen aan de oppervlakte komen, waardoor de huid er zacht en egaal gaat uitzien. Met de techniek kunnen oppervlakkige rimpels worden verzacht (diepe rimpels echter niet) en sporen van acne, evenals  verkleuringen van de huid verwijderd. De behandeling kan ook preventief gebeuren, om rimpelingen of verkleuring te voorkomen. Een peeling is vooral geschikt voor plaatsen waar de huid vrij dun is, zoals de rug van de hand, gezicht en hals. 
Garantie voor het slagen van de ingreep kan nooit gegeven worden, terwijl het vaker voorkomt, dat zich complicaties voordoen. 
Peeling-technieken kunnen verdeeld worden in fysische (of mechanische) peelings, chemische peelings en biopeelings of kruidenpeelings.

## Fysische peelings
- Laserbehandeling, ook wel laserresurfacing genoemd. Met een precisiegestuurde CO2-laser wordt het bovenste huidlaagje verdampt (het vocht in de huid absorbeert de infraroodstraling van de laser).
- (Micro-)dermabrasie, d.i. letterlijk het "afslijpen van de huid". Hierbij wordt een straaltje van microkristallen onder vacuüm op de huid gespoten. Deze straal neemt de bovenste laag dode huidcellen mee.

## Chemische peelings
Chemische peelings behandelen de huid met een chemische stof die de oppervlakkige huidcellen doet afsterven. Stoffen die hiervoor gebruikt worden zijn o.a.:
- Fenol, dit is de meest agressieve stof, die diep in de huid doordringt en bedoeld is om diepere rimpels en felle verkleuringen te verbeteren. Een fenolpeeling moet in een kliniek onder narcose gebeuren;
- Glycolzuur of salicylzuur, gebruikt voor een "zachte" peeling;
- Trichloorazijnzuur, dat agressiever werkt en de cellen van de opperhuid als het ware wegbrandt;
- Ureum (in concentraties van 20 % en meer) (geoctrooieerd door L'Oréal).[1]

## Andere soorten peelings
Bij een Garra rufa-behandeling worden de voeten ontdaan van de dode en droge huid door kleine visjes.
Met een kruidenpeeling behandelt men de huid met een product samengesteld uit "biologische ingrediënten", niet alleen bedoeld voor de eigenlijke peeling (een licht etsende stof), maar die ook vitamines en andere ingrediënten bevatten voor de behandeling van de huid.
Een andere vorm van peeling is het gebruik van een scrubzout of scrubgel.